# Tranemo kyrka
Tranemo kyrka är en kyrkobyggnad i Tranemo. Den tillhör Tranemo församling i Göteborgs stift. 

## Kyrkobyggnaden
På en kyrkplats bredvid nuvarande kyrka fanns en träkyrka som uppfördes på 1600-talet. 
Dagens kyrka uppfördes i sten 1881-1882 av Skövde-byggmästaren P J Pettersson, efter ritningar av Borås-arkitekten Emil Langlet och invigdes 1889. Den annorlunda centralkyrkan var ett kostnadseffektivt sätt att skapa mängder av sittplatser, både nere i kyrkan och på fem läktare (en sjätte, främre läktare inrymde orgel och predikoplats). Emil Langlet hade dessutom en vision att skapa ett kyrkorum där man inte bara i teori utan också i praktik samlades runt nattvardsbordet och dopfunten. Därför placerades altaret ungefär där det fristående altarbordet står idag (koret byggdes till senare). Kyrkan är en av tolv centralkyrkor som Langlet ritat (de andra är Gällivare, Sillerud, Beateberg, Sävare, Håle-Täng, Erska, Kungsäter, Snöstorp, Örsjö och Malmökyrkorna Caroli och S:t Pauli). De flesta av Langlets kyrkor har byggts om för att bli mer traditionella och så även Tranemo. Mest välbevarad är Sävare kyrka utanför Vinninga.
Kyrkan renoverades 1937-1939, 1991 och 1993. Vid det första tillfället omdanades kyrkorummet helt efter ritningar av arkitekten Harald Wadsjö. Då uppfördes den halvrunda absiden i tegel och sakristian intill. Renovering hade till huvudsyfte att göra om den runda och färgstarka kyrkan, till en (upplevelsemässigt) avlång, lugn och dunklare byggnad. Därför revs alla läktare och de lokala murarna. Valven kläddes in med nya inre stenlager och man konstruerade ett gigantiskt putsvalv som skulle dölja alla de arton övre fönstren och innertakets stjärnhimmel. Alla väggar beströks med gråmålad puts. För att vidga kyrkan byggde man till det nuvarande koret, där Einar Forseth utfört kormålningen av Jesus som den gode herden i al secco. De ockragrå målningar som inramar, utfördes av Erik Abrahamson och visar scener ur Johannesevangeliet. Axel Wallenberg fick i uppdrag att utföra den nya predikstolen och orgelläktaren, där en mäktig Hammarbergorgel kom att installeras 1964. Den ursprungliga Elfströmorgeln hade rivits ut vid renoveringen.
Vid renoveringen 1993 målades kyrkan i en ljusare och varmare gulvit färg, nya bänkar placerades i vinkel för att återerövra litet av den ursprungliga rundkyrkan. Två läktare återuppbyggdes och skapade utrymme för olika rum. Förlusten av de övre fönstren kompenserades genom den nya centralt placerade ljuskronan utförd av Fongs gelbgjuteri i Gränna. Senare tillkom även ett fristående altarbord, så att man på nytt kan samlas runt nattvardsbordet, som tanken var då kyrkan byggdes. En annan fördel med de snedställda bänkarna är att rummet nu blivit mer intimt och fungerar både för små och stora samlingar. Kyrkan genomgick även en mindre renovering 2009.

## Inventarier
- Altarmålningen är utförd 1938 av Einar Forseth.
- Dopfunten i sandsten är från 1913. Dess halvrunda cuppa bärs upp av en kvadratisk fot.
- Två stora skulpturer på orgelläktaren är snidade 1938 av Axel Wallenberg och föreställer biskop Brynolf i Skara och Sankta Cecilia.

### Klockor
I tornet finns två klockor, varav den ena är daterad 1683 och har en latinsk inskrift.

### Orglar
- I den gamla kyrkan fanns en orgel byggd 1638 med 3 stämmor. Orgeln utökades 1702 med 2 stämmor och 1715 med 3 stämmor. Orgeln reparerades 1766.[1]
- I den nya kyrkan byggdes 1883 en orgel av Carl Elfström, Ljungby med 15 stämmor.
- Den ersattes 1938 med en ny orgel byggd av Levin Johansson, Liared och hade 18 stämmor. Den utökades 1946 med ett ryggpositiv byggt av Bo Wedrup, Uppsala, så att det kom att omfatta 23 stämmor.
- Dagens orgel är tillverkad 1968 av Hammarbergs Orgelbyggeri AB, Göteborg. Den är mekanisk och har 31 stämmor fördelade på huvudverk, bröstverk, ryggpositiv och pedal.[2] Fasaden till orgeln är ny.

| Ryggpositiv I | Huvudverk II    | Bröstverk III | Pedal           | Koppel |
| Trägedackt 8´ | Kvintadena 16´  | Gedakt 8'     | Subbas 16´      | I/P    |
| Principal 4´  | Principal 8'    | Täckflöjt 4'  | Principalbas 8' | II/P   |
| Rörflöjt 4'   | Rörflöjt 8'     | Principal 2'  | Borduna 8'      | I/II   |
| Waldflöjt 2'  | Fugara 8'       | Oktava 1'     | Nachthorn 4'    | III/II |
| Nasat 1 1/3'  | Oktava 4'       | Cymbel II     | Kvintadena 2'   |        |
| Scharf III    | Traversflöjt 4' |               | Mixtur III      |        |
| Regal 8'      | Oktava 2'       |               | Fagott 16'      |        |
| Tremulant     | Sesquialtera II |               | Trumpet 4'      |        |
|               | Trumpet 8'      |               |                 |        |